# Palazzo del Comune vecchio

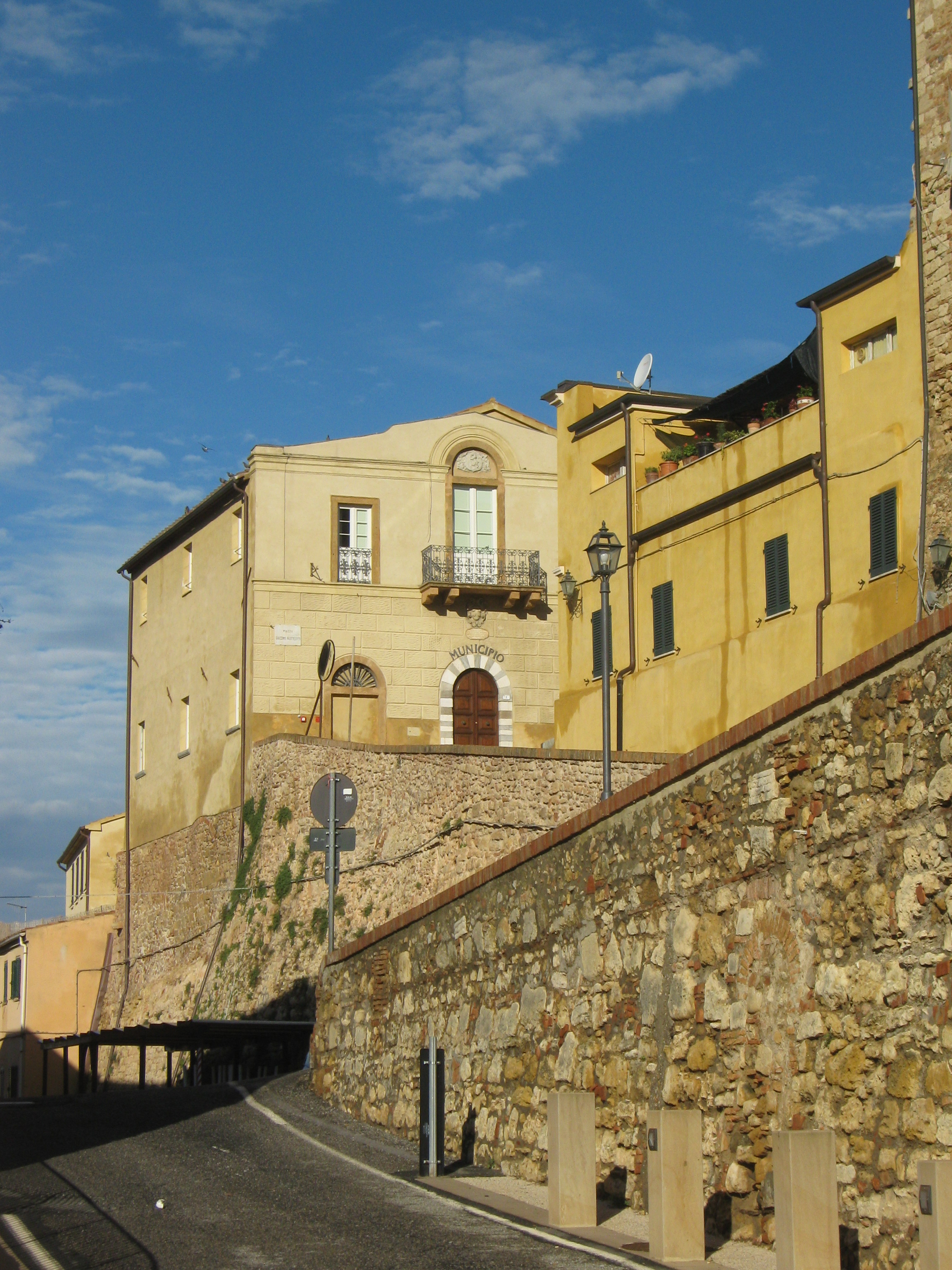
Palazzo del Comune vecchio

Il palazzo del Comune vecchio è un edificio di Bibbona.
Situato sulla rampa d'accesso al castello medievale, alla sommità di un modesto cuneo tufaceo, fu sede dell'amministrazione comunale fino al 1990.
In precedenza era stato Palazzo Pretorio e sede dell'ufficio notarile di Bibbona. Fino al 1785 era affiancato dalla Porta del Sole, antico ingresso alla rocca fortificata del paese.
Le origini dell'edificio sono ignote, anche se sono da ricondursi all'età medioevale; sono comunque documentati diversi restauri a partire dal XVII secolo fino ai giorni odierni.
Sulla facciata principale, su due piani, è presente lo stemma della famiglia Medici e una lapide commemorativa del restauro eseguito da Cosimo II nel 1615. Nella parte sinistra sono riportate le tabelle per la conversione delle unità di misura in uso in Toscana fino al 1860 con quelle del sistema metrico decimale utilizzate dopo l'unità d'Italia.
Il balcone che si apre al centro risale ai primi del Novecento.
All'interno del palazzo si trovano stemmi dei diversi capitani della comunità di Bibbona.